# Rhopalolemma robertsi
Rhopalolemma robertsi là một loài Hymenoptera trong họ Apidae. Loài này được Roig-Alsina mô tả khoa học năm 1991.